# Gautier Ier d'Arzillières
Gautier Ier d'Arzillières (né vers 1170 - † vers 1190) est seigneur d'Arzillières à la fin du XIIe siècle. Il est le fils de Guillaume Ier d'Arzillières, seigneur d'Arzillières, et d'Élisabeth de Dampierre, dame de Coole.

## Biographie
Il donne, en présence de Gui de Joinville, évêque de Châlons, et du consentement de sa femme Elisabeth et de ses frères Henri et Guillaume, une rente en blé au profit de l'abbaye de Cheminon afin d'y avoir sépulture dans le cimetière.
En 1189, il donne, du consentement de sa femme et de ses frères, à l'abbaye de la Chapelle-aux-Planches les droits qu'il possède sur une grange dite Bovaria.
Il participe à la troisième croisade, probablement avec son frère cadet Guillaume d'Arzillières, et arrive au siège de Saint-Jean-d'Acre avec le Comte Henri II de Champagne, où il est probablement tué.
À sa mort, n'ayant pas d'enfant, il est remplacé comme seigneur d'Arzillières par son frère cadet Henri.

## Mariage et enfants
Il épouse Elisabeth (ou Isabelle), dont le nom de famille est inconnu, mais n'a pas de postérité.

## Source
- Marie Henry d'Arbois de Jubainville, Histoire des Ducs et Comtes de Champagne, 1865.
- Édouard de Barthélémy, Les Seigneurs et la Seigneurie d’Arzillières, 1887.
- Louis Broullion, Recherches  historiques sur Arzillières.
- Site de la Mairie d'Arzillieres-Neuville